# Roye (Haute-Saône)
Roye település Franciaországban, Haute-Saône megyében. Lakosainak száma 1486 fő (2022. január 1.). Roye La Neuvelle-lès-Lure, La Côte, Froideterre, Frotey-lès-Lure, Lure és Palante községekkel határos.

## Népesség
A település népessége az elmúlt években az alábbi módon változott:
| Lakosok száma | 1465 | 1520 | 1603 | 1553 | 1506 | 1493 | 1480 | 1482 | 1486 |
|               | 2013 | 2015 | 2016 | 2017 | 2018 | 2019 | 2020 | 2021 | 2022 |